# Automobil-Weltmeisterschaft 1958
Die Automobil-Weltmeisterschaft 1958 war die 9. Saison der Automobil-Weltmeisterschaft, die heute als Formel-1-Weltmeisterschaft bezeichnet wird. Elf Rennen wurden in der Zeit vom 19. Januar 1958 bis zum 19. Oktober 1958 zur Fahrerweltmeisterschaft und erstmals für den Internationalen Pokal der Formel-1-Konstrukteure ausgetragen.
Der FIA-Ehrentitel Großer Preis von Europa wurde 1958 an den Großen Preis von Belgien vergeben.
Mike Hawthorn gewann zum ersten und einzigen Mal die Fahrer-Weltmeisterschaft. Vanwall wurde zum ersten und einzigen Mal Konstrukteursweltmeister.
Fahrerisch brachte das Jahr den Rücktritt des fünfmaligen Weltmeisters Juan Manuel Fangio. Um den Gewinn der Weltmeisterschaft 1958 stritten die Teams Ferrari und Vanwall. Zwar gewann Vanwall-Fahrer Stirling Moss vier Rennen, außer seinen Siegen hatte er jedoch kaum Zielankünfte vorzuweisen. Seinem Rivalen Mike Hawthorn im Ferrari gelang nur ein Sieg, aber fünf zweite Plätze sorgten am Ende dafür, dass er mit einem Punkt Vorsprung Weltmeister wurde. Im Übrigen war es ein trauriges Jahr für die Formel 1: Mit Pat O’Connor, Luigi Musso, Peter Collins und Stuart Lewis-Evans verunglückten vier Fahrer tödlich, und auch Weltmeister Hawthorn, der zum Saisonende zurücktrat, überlebte seinen Titelgewinn nur um wenige Monate.

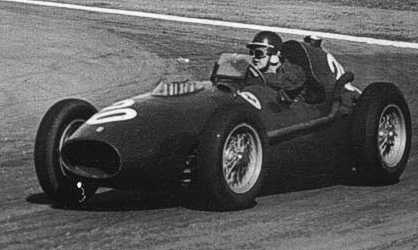
Mike Hawthorn, Großer Preis von Argentinien, 1958

## Änderungen 1958
Die Saison 1958 brachte einige neue Regeln. So wurde die Mindestdistanz eines Rennens von bisher drei auf zwei Stunden verkürzt, die Verwendung von handelsüblichem Treibstoff anstelle der bislang verwendeten Spezialgemische wurde Vorschrift, für geteilte Plätze gab es keine Punkte mehr und erstmals wurde die Konstrukteurs-WM ausgetragen. Bereits im Herbst 1958 wurde ein erneuter Wechsel zu Formel-2-Fahrzeugen beschlossen, aber erst in der Formel-1-Saison 1961 in der Weltmeisterschaft umgesetzt.

## Rennberichte

### Großer Preis von Argentinien
| Platz | Fahrer             | Team          | Zeit       |
| ----- | ------------------ | ------------- | ---------- |
| 1     | Stirling Moss      | Cooper-Climax | 2:19:33,7  |
| 2     | Luigi Musso        | Ferrari       | + 2,7      |
| 3     | Mike Hawthorn      | Ferrari       | + 12,6     |
| 4     | Juan Manuel Fangio | Maserati      | + 53,0     |
| 5     | Jean Behra         | Maserati      | + 2 Runden |

Der Große Preis von Argentinien auf dem Autódromo Municipal Ciudad de Buenos Aires fand am 19. Januar 1958 statt und ging über eine Distanz von 80 Runden à 3,912 km, was einer Gesamtdistanz von 312,960 km entspricht.
Nur zehn Fahrer nahmen am Saisonauftakt in Argentinien teil. Für einige Teams, darunter Vanwall, kamen die Regeländerungen zu früh. Moss durfte deshalb in Rob Walkers Privatteam starten, mit einem Cooper, der im Gegensatz zu den herkömmlichen Fahrzeugen mit einem Mittelmotor ausgerüstet war. Um keine Zeit bei Reifenwechseln zu verlieren, setzte Moss alles auf eine Karte und fuhr das Rennen ohne Stopp durch. So konnte er die leistungsstärkeren Ferraris hinter sich lassen. Sein Sieg war der erste Sieg eines Mittelmotorwagens in der Formel-1-Weltmeisterschaft.

### Großer Preis von Monaco
| Platz | Fahrer              | Team          | Zeit       |
| ----- | ------------------- | ------------- | ---------- |
| 1     | Maurice Trintignant | Cooper-Climax | 2:52:27,9  |
| 2     | Luigi Musso         | Ferrari       | + 20,2     |
| 3     | Peter Collins       | Ferrari       | + 38,8     |
| 4     | Jack Brabham        | Cooper-Climax | + 3 Runden |
| 5     | Harry Schell        | B.R.M.        | + 9 Runden |

Der Große Preis von Monaco auf dem Circuit de Monaco fand am 18. Mai 1958 statt und ging über eine Distanz von 100 Runden à 3,145 km, was einer Gesamtdistanz von 314,100 km entspricht.
Nacheinander führten Behra im B.R.M., Moss im Vanwall und Hawthorn im Ferrari, schieden aber alle drei aus. So feierte am Ende der Mittelmotor-Cooper seinen zweiten Sieg in Folge. Für Maurice Trintignant war es der letzte Sieg. Das Rennen brachte das Debüt von Lotus. Der spätere Weltmeister Graham Hill konnte den noch nicht konkurrenzfähigen Lotus T12  69 Runden im Rennen halten, bevor er mit einer gebrochenen Halbwelle ausfiel. Der spätere Formel-1-Chef Bernie Ecclestone versuchte sich erfolglos in einem Connaught zu qualifizieren. Luigi Musso übernahm mit einem weiteren zweiten Platz die Führung in der Gesamtwertung, ohne ein Rennen gewonnen zu haben; das gelang erst 2007 erneut einem Fahrer, Lewis Hamilton.

### Großer Preis der Niederlande
| Platz | Fahrer        | Team          | Zeit        |
| ----- | ------------- | ------------- | ----------- |
| 1     | Stirling Moss | Vanwall       | 2:04:49,200 |
| 2     | Harry Schell  | B.R.M.        | + 47,9      |
| 3     | Jean Behra    | B.R.M.        | + 1:42,3    |
| 4     | Roy Salvadori | Cooper-Climax | + 1 Runde   |
| 5     | Mike Hawthorn | Ferrari       | + 1 Runde   |

Der Große Preis der Niederlande auf dem Circuit Park Zandvoort fand am 26. Mai 1958 statt und ging über eine Distanz von 75 Runden à 4,193 km, was einer Gesamtdistanz von 314,475 km entspricht.
Nach einem Jahr Pause stand erneut der GP der Niederlande in Zandvoort auf dem Programm. Bei stürmischem Wetter feierte Stirling Moss einen eindrucksvollen Sieg. Britische Teams belegten die Plätze eins bis vier und ließen die Konkurrenz aus Italien alt aussehen.

### Indianapolis 500
| Platz | Fahrer            | Team                      | Zeit       |
| ----- | ----------------- | ------------------------- | ---------- |
| 1     | Jimmy Bryan       | Salih/Epperly-Offenhauser | 3:44:13,80 |
| 2     | George Amick      | Epperly-Offenhauser       | + 27,63    |
| 3     | Johnny Boyd       | Kurtis-Offenhauser        | + 1:09,97  |
| 4     | Tony Bettenhausen | Epperly-Offenhauser       | + 1:34,81  |
| 5     | Jim Rathmann      | Epperly-Offenhauser       | + 1:35,62  |

Das Indianapolis 500 auf dem Indianapolis Motor Speedway fand am 30. Mai 1958 statt und ging über eine Distanz von 200 Runden à 4,025 km, was einer Gesamtdistanz von 805,000 km entspricht.
Schon die zeitliche Abfolge – das Rennen fand nur vier Tage nach dem GP der Niederlande statt – machte deutlich, wie wenig Rücksicht die Formel 1 und die Indianapolis 500 aufeinander nahmen, und so waren auch keine Europäer am Start. 14 der 33 Fahrzeuge waren in eine Startkollision verwickelt, bei der Pat O’Connor tödlich verletzt wurde. Nach einem Rennen mit vielen Führungswechseln gewann Jimmy Bryan vor George Amick.

### Großer Preis von Belgien
| Platz | Fahrer             | Team         | Zeit      |
| ----- | ------------------ | ------------ | --------- |
| 1     | Tony Brooks        | Vanwall      | 1:37:06,3 |
| 2     | Mike Hawthorn      | Ferrari      | + 20,7    |
| 3     | Stuart Lewis-Evans | Vanwall      | + 3:00,9  |
| 4     | Cliff Allison      | Lotus-Climax | + 4:15,5  |
| 5     | Harry Schell       | B.R.M.       | + 1 Runde |

Der Große Preis von Belgien auf dem Circuit de Spa-Francorchamps fand am 15. Juni 1958 statt und ging über eine Distanz von 24 Runden à 14,120 km, was einer Gesamtdistanz von 338,880 km entspricht. Der Grand Prix trug auch den FIA-Ehrentitel Großer Preis von Europa.
Der Vanwall von Moss blieb bereits am Start liegen, und so konnte sein Teamkollege Tony Brooks einen sicheren Sieg einfahren. Dramatisch wurde es erst am Ende des Rennens: Brooks’ Getriebe ging in der letzten Kurve kaputt und sein Bolide rollte kraftlos über die Ziellinie. Mit Maria Teresa de Filippis auf Maserati nahm erstmals eine Frau an einem WM-Lauf teil, sie beendete das Rennen als Zehnte.

### Großer Preis von Frankreich
| Platz | Fahrer             | Team     | Zeit      |
| ----- | ------------------ | -------- | --------- |
| 1     | Mike Hawthorn      | Ferrari  | 2:03:21,3 |
| 2     | Stirling Moss      | Vanwall  | + 24,6    |
| 3     | Wolfgang von Trips | Ferrari  | + 59,7    |
| 4     | Juan Manuel Fangio | Maserati | + 2:30,6  |
| 5     | Peter Collins      | Ferrari  | + 5:24,9  |

Der Große Preis von Frankreich auf dem Circuit de Reims-Gueux fand am 6. Juli 1958 statt und ging über eine Distanz von 50 Runden à 8,302 km, was einer Gesamtdistanz von 415,100 km entspricht.
Auf dem Hochgeschwindigkeitskurs konnte Ferrari die Vorteile seines starken Motors klar ausspielen, Hawthorn und Musso fuhren auf und davon. Beim Zweikampf der beiden kam es zur Tragödie, als Musso von der Strecke abkam und tödlich verunglückte. Für Juan Manuel Fangio war es das letzte Rennen; nach seinem vierten Platz erklärte er seinen Rücktritt vom Rennsport.

### Großer Preis von Großbritannien
| Platz | Fahrer             | Team          | Zeit       |
| ----- | ------------------ | ------------- | ---------- |
| 1     | Peter Collins      | Ferrari       | 2:09:04,2  |
| 2     | Mike Hawthorn      | Ferrari       | + 24,2     |
| 3     | Roy Salvadori      | Cooper-Climax | + 50,6     |
| 4     | Stuart Lewis-Evans | Vanwall       | + 50,8     |
| 5     | Harry Schell       | B.R.M.        | + 2 Runden |

Der Große Preis von Großbritannien auf dem Silverstone Circuit fand am 19. Juli 1958 statt und ging über eine Distanz von 75 Runden à 4,711 km, was einer Gesamtdistanz von 353,288 km entspricht.
Da Moss mit Motorschaden ausschied, war das Rennen eine klare Angelegenheit für Ferrari; Collins und Hawthorn feierten einen Doppelsieg. Für Erstaunen sorgte der dritte Platz des schwächer eingeschätzten Roy Salvadori im Mittelmotor-Cooper.

### Großer Preis von Deutschland
| Platz | Fahrer              | Team          | Zeit      |
| ----- | ------------------- | ------------- | --------- |
| 1     | Tony Brooks         | Vanwall       | 2:21:15,0 |
| 2     | Roy Salvadori       | Cooper-Climax | + 3:29,7  |
| 3     | Maurice Trintignant | Cooper-Climax | + 5:11,2  |
| 4     | Wolfgang von Trips  | Ferrari       | + 6:16,3  |
| 5     | Bruce McLaren       | Cooper-Climax | + 6:26,3  |

Der Große Preis von Deutschland auf dem Nürburgring fand am 3. August 1958 statt und ging über eine Distanz von 15 Runden à 22,810 km, was einer Gesamtdistanz von 342,150 km entspricht.
Zwei Wochen nach seinem Sieg in Silverstone führte Peter Collins erneut einen GP an, als er in der zehnten Runde im Streckenabschnitt Pflanzgarten von der Strecke abkam und gegen einen Baum geschleudert wurde. Am Abend starb er in einem Krankenhaus in Bonn. Da auch Moss und Hawthorn ausschieden, war der Sieg von Tony Brooks nicht gefährdet. Die Cooper belegten mit den Rängen zwei und drei Spitzenplätze.

### Großer Preis von Portugal
| Platz | Fahrer             | Team    | Zeit       |
| ----- | ------------------ | ------- | ---------- |
| 1     | Stirling Moss      | Vanwall | 2:11:27,8  |
| 2     | Mike Hawthorn      | Ferrari | + 5:12,750 |
| 3     | Stuart Lewis-Evans | Vanwall | + 1 Runde  |
| 4     | Jean Behra         | B.R.M.  | + 1 Runde  |
| 5     | Wolfgang von Trips | Ferrari | + 1 Runde  |

Der Große Preis von Portugal auf dem Circuito da Boavista fand am 24. August 1958 statt und ging über eine Distanz von 50 Runden à 7,400 km, was einer Gesamtdistanz von 370,000 km entspricht.
Erstmals wurde ein WM-Lauf in der portugiesischen Stadt Porto ausgetragen; die Strecke führte zum Teil über Kopfsteinpflaster und Straßenbahnschienen. Moss führte das Rennen an, als sich Hawthorn in der Schlussphase drehte. Er ließ seinen Ferrari gegen die Fahrtrichtung anrollen. Für dieses Manöver sollte Hawthorn disqualifiziert werden, doch Moss setzte sich für ihn ein, sodass er in der Wertung blieb und Zweiter wurde. Es ist das Rennen des legendären Lesefehlers von Moss, der ihm möglicherweise den Titel kostete: Hawthorn hatte die schnellste Runde erzielt, für die es damals noch einen Extrapunkt gab, und seine Box signalisierte Moss „Hawthorn Rec.“ (= record); Moss las allerdings „Hawthorn Reg.“ (= regular) und forcierte gegen Ende nicht mehr. So ging der Punkt für die schnellste Runde an Hawthorn, und am Ende wurde er mit einem Punkt Vorsprung Weltmeister.

### Großer Preis von Italien
| Platz | Fahrer             | Team          | Zeit       |
| ----- | ------------------ | ------------- | ---------- |
| 1     | Tony Brooks        | Vanwall       | 2:03:47,8  |
| 2     | Mike Hawthorn      | Ferrari       | + 24,2     |
| 3     | Phil Hill          | Ferrari       | + 28,3     |
| 4     | M.Gregory/C.Shelby | Maserati      | + 1 Runde  |
| 5     | Roy Salvadori      | Cooper-Climax | + 8 Runden |

Der Große Preis von Italien fand am 7. September 1958 auf dem Autodromo Nazionale Monza statt und ging über eine Distanz von 70 Runden à 6,300 km, was einer Gesamtdistanz von 441,000 km entspricht.
Das Duell Moss gegen Hawthorn ging weiter, Moss musste allerdings mit Getriebeschaden aufgeben. Teamkollege Tony Brooks  verwies die Ferrari-Piloten jedoch auf die Plätze. Für die Viertplatzierten Gregory und Shelby gab es gemäß dem neuen Reglement, das Fahrertausch verbot, keine Punkte mehr.

### Großer Preis von Marokko
| Platz | Fahrer         | Team    | Zeit      |
| ----- | -------------- | ------- | --------- |
| 1     | Stirling Moss  | Vanwall | 2:09:15,1 |
| 2     | Mike Hawthorn  | Ferrari | + 1:24,7  |
| 3     | Phil Hill      | Ferrari | + 1:25,5  |
| 4     | Joakim Bonnier | B.R.M.  | + 1:46,7  |
| 5     | Harry Schell   | B.R.M.  | + 2:33,7  |

Der Große Preis von Marokko fand am 19. Oktober 1958 auf dem Circuit d’Ain-Diab statt und ging über eine Distanz von 53 Runden à 7,618 km, was einer Gesamtdistanz von 403,754 km entspricht.
Zum einzigen Mal wurde in Marokko ein WM-Lauf ausgetragen. Die genutzte Strecke lag in Ain-Diab, einem Vorort von Casablanca. Die Ausgangslage war klar: Siegte Moss, musste Hawthorn Zweiter werden, dann wäre Vanwall-Fahrer Weltmeister gewesen. Moss führte vom Start weg und Hawthorn lag nur auf dem vierten Platz, da schied der vor ihm liegende Brooks aus. Hawthorn war nun Dritter, da trat die Ferrari-Stallorder in Kraft: der zweitplatzierte Phil Hill ließ Hawthorn überholen und sicherte so seinem Teamkollegen den Titel. Erneut gab es einen Toten zu beklagen: der junge Vanwall-Pilot Stuart Lewis-Evans drehte sich auf einer Öllache und sein Wagen fing Feuer. Sechs Tage später erlag er seinen Brandverletzungen.
Für Vanwall blieb immerhin der erstmals ausgetragene Konstrukteurstitel, doch zog sich das Team, genau wie Weltmeister Hawthorn, zum Saisonende zurück.

## Weltmeisterschaftswertungen

### Fahrerwertung
Die ersten fünf jedes Rennens bekamen 8, 6, 4, 3 bzw. 2 Punkte, einen weiteren Punkt gab es für die schnellste Rennrunde. Die besten sechs Resultate der insgesamt 11 Rennen wurden gewertet.
Während der Saison starben Peter Collins, Pat O’Connor und Luigi Musso. Stuart Lewis-Evans starb nach dem letzten Rennen.
| Pos. | Fahrer               | Rennstall               | Punkte  |
| ---- | -------------------- | ----------------------- | ------- |
| 1    | Mike Hawthorn        | Ferrari                 | 42 (49) |
| 2    | Stirling Moss        | Cooper-Climax / Vanwall | 41      |
| 3    | Tony Brooks          | Vanwall                 | 24      |
| 4    | Roy Salvadori        | Cooper-Climax           | 15      |
| 5    | Peter Collins †      | Ferrari                 | 14      |
| 6    | Harry Schell         | B.R.M.                  | 14      |
| 7    | Maurice Trintignant  | Cooper-Climax           | 12      |
| 8    | Luigi Musso †        | Ferrari                 | 12      |
| 9    | Stuart Lewis-Evans † | Vanwall                 | 11      |
| 10   | Phil Hill            | Ferrari                 | 9       |
| 11   | Wolfgang von Trips   | Ferrari                 | 9       |

| Pos. | Fahrer             | Rennstall                 | Punkte |
| ---- | ------------------ | ------------------------- | ------ |
| 12   | Jean Behra         | B.R.M.                    | 9      |
| 13   | Jimmy Bryan        | Salih/Epperly-Offenhauser | 8      |
| 14   | Juan Manuel Fangio | Maserati                  | 7      |
| 15   | George Amick       | Epperly-Offenhauser       | 6      |
| 16   | Johnny Boyd        | Kurtis-Offenhauser        | 4      |
| 17   | Tony Bettenhausen  | Epperly-Offenhauser       | 4      |
| 18   | Jack Brabham       | Cooper-Climax             | 3      |
| 19   | Cliff Allison      | Lotus-Climax              | 3      |
| 20   | Joakim Bonnier     | B.R.M.                    | 3      |
| 21   | Jim Rathmann       | Epperly-Offenhauser       | 2      |

### Konstrukteurswertung
Die ersten fünf jedes Rennens bekamen 8, 6, 4, 3 bzw. 2 Punkte, einen weiteren Punkt gab es für die schnellste Rennrunde. Die besten sechs Resultate wurden gewertet. Punkte gab es jeweils nur für den bestklassierten Fahrer jedes Teams.
| Pos. | Konstrukteur  | Punkte  |
| ---- | ------------- | ------- |
| 1    | Vanwall       | 48 (57) |
| 2    | Ferrari       | 40 (57) |
| 3    | Cooper-Climax | 31      |

| Pos. | Konstrukteur | Punkte |
| ---- | ------------ | ------ |
| 4    | B.R.M.       | 18     |
| 5    | Maserati     | 6      |
| 6    | Lotus-Climax | 3      |